# Res de nou al front de l'oest
Res de nou al front de l'oest (títol original en anglès: All Quiet on the Western Front) és un telefilm estatunidenc dirigit per Delbert Mann. És la segona adaptació de la novel·la Res de nou a l'oest d'Erich Maria Remarque. Aquesta pel·lícula ha estat doblada al català.

## Argument
La història de Paul Bäumer durant la Primera Guerra mundial que entra, animat per un dels seus professors, a l'exèrcit imperial alemany amb alguns dels seus amics alumnes de l'institut després del seu adoctrinament en la glòria i la superioritat de la cultura alemanya. Després d'haver sobreviscut a un camp d'entrenament amb un caporal sàdic, són enviats al front. Allà, descobreixen la verdadera cara de la guerra: el terror dels combats, els assalts consagrats al fracàs, els cos a cos sagnants, el fang de les trinxeres. Un darrere l'altre, moriran. Molt pocs tornaran

## Repartiment
- Richard Thomas: Paul Baumer
- Ernest Borgnine: Katczinsky
- Donald Pleasence: Kantorek
- Ian Holm: Himmelstoss
- Patricia Neal: la mare de Paul
- Paul Mark Elliott: Behm
- David Bradley: Kropp
- Matthew Evans: Muller
- George Winter: Kemmerich
- Dominic Jephcott: Leer
- Mark Drewry: Tjaden
- Colin Mayes: Westhus
- Ewan Stewart: Detering
- Michael Sheard: El pare de Paul
- Katerina Lirova: la germana de Paul

## Al voltant de la pel·lícula
L'adaptació televisiva estatunidenca de la novel·la de Remarque, dirigida por Delbert Mann conegut pel seu film Marty, va aconseguir el Globus d’Or al millor telefilm i set candidatures als Emmy.